# Irma Galindo Barrios
Irma Galindo Barrios (San Esteban Atatlahuca, Oaxaca; 1 de diciembre de 1982) es una gestora cultural, curandera, activista, ambientalista y defensora de los bosques mexicana, perteneciente a la etnia indígena mixteca. Desde el 2018 comenzó su trabajo como defensora de los bosques de su comunidad. En dos ocasiones se ha denunciado su desaparición, la última el 27 de octubre de 2021, la cual fue retomada por múltiples medios de comunicación y amplificada por organizaciones de defensa de los derechos humanos y el territorio, tanto en México como en diferentes países.

## Biografía

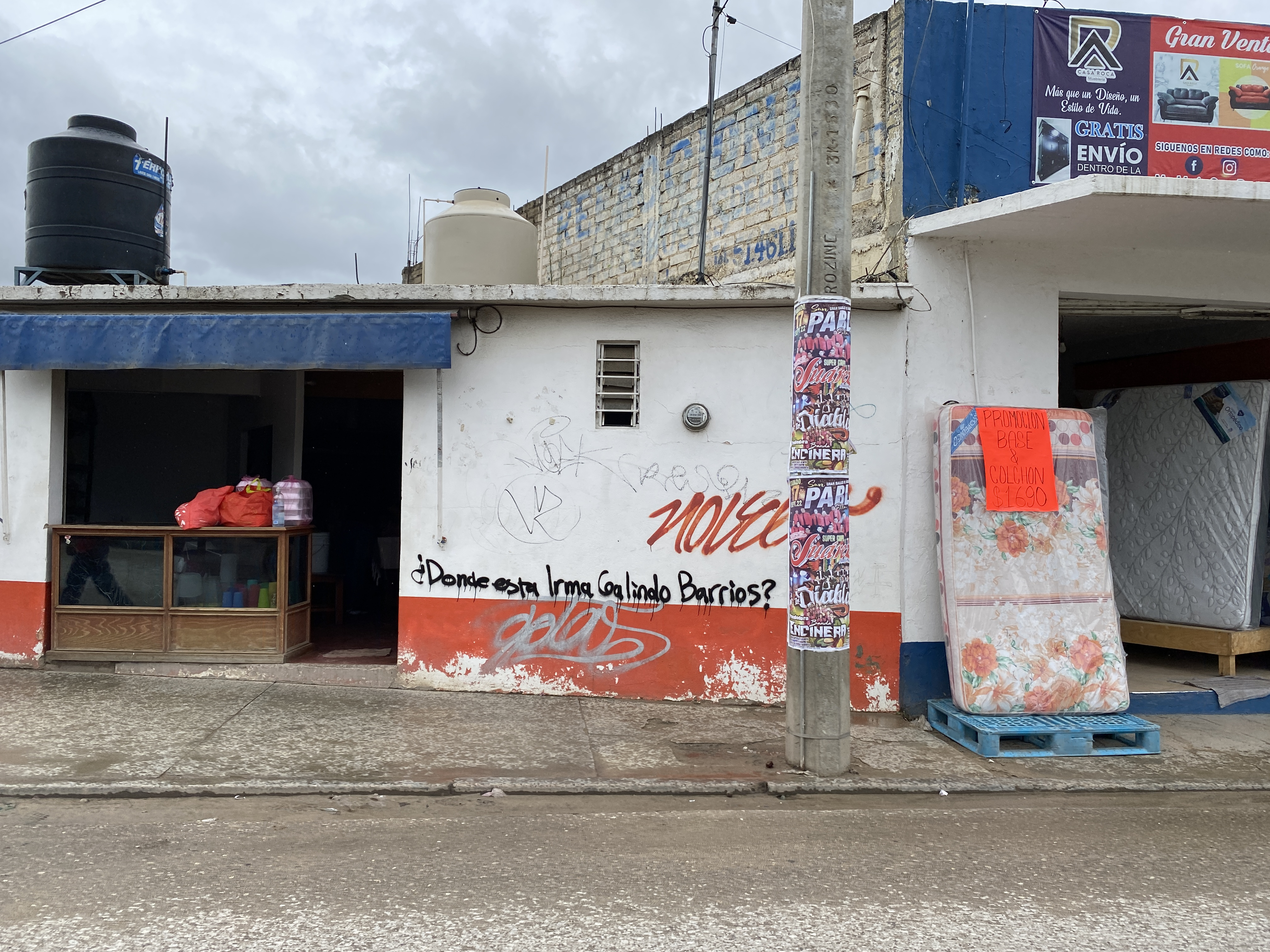
Pinta en la ciudad de Oaxaca preguntando por el paradero de Irma Galindo.

Irma Galindo se dedica profesionalmente a la gestión cultural de su comunidad, por lo que fue electa como regidora suplente de cultura. Sin embargo, debido a su activismo y a las denuncias que realizaba en contra de la tala por parte de las autoridades, fue destituida. Sin embargo, Galindo continuó con su actividad cultural, como el trabajo de textiles y la recreación de la blusa de San Estaban Atatlahuca, así como con las artesanas de Mier y Terán, con las cuales trabajaron en recrear su blusa tradicional, retomando códices mixtecos, y colocando al venado como guardián del bosque.

### Activismo
El activismo de Irma Galindo Barrios se concentra particularmente en la denuncia de la tala clandestina e indebida de los bosques Ñuu Savi de la región mixteca oaxaqueña, sobre todo de las especies de encino y pino.
Aunque su activismo comenzó años atrás, desde el año 2018, Irma Galindo había denunciado aserraderos en los bosques de San Esteban Atatlahuaca, los cuales operaban con la aprobación de las autoridades. Debido a esto, comenzó su activismo medioambiental local. En un video que publicó, señaló que el presidente municipal era uno de los responsables de la deforestación.
Debido a las denuncias que realizó, la activista comenzó a ser amedrentada e, incluso, su casa fue incendiada. Debido a sus denuncias, también fue repudiada por parte de su familia y su comunidad, por lo que tuvo que exiliarse. Como ella misma señala: “Yo los vi, denuncié, pero nada pasó, me quemaron la casa, tuve que huir, ahora que regresé estoy volviendo a defender.” En 2020, Irma Galindo regresó a su comunidad. Las amenazas comenzaron sobre todo cuando denunció la tala ante las autoridades de la Secretaría de Medio Ambiente y Recursos Naturales y la Comisión Nacional Forestal.

### Desaparición
El 10 de noviembre de 2019, Irma Galindo fue amenazada por personas cercanas a autoridades del municipio de San Esteban Atatlahuaca, por lo que decidió ocultarse. Debido a esto, la Red Nacional de Defensoras de los Derechos Humanos reportó su desaparición; pero 10 días después, personas cercanas a ella señalaron que se encontraba bien.

El 21 de octubre de 2021, Irma Galindo llegó a la Ciudad de México, pues tras nuevas amenazas en contra de su vida, se dirigió a la Junta de Gobierno del Mecanismo de Protección para Personas Defensoras de Derechos Humanos y Periodistas ubicada en la capital del país. En primera instancia, Irma se reunió con una abogada que la asesoraría en el proceso. El 22 de octubre, presenta una relatoría ante el Mecanismo de Protección de Defensores y Periodistas, señalando lo sucedido en San Esteban Atatlahuaca, y los ataques a las comunidades de Ndoyonoyuji, Mier y Terán y Guerrero Grande. En un párrafo del documento, la activista señala:
¿Cómo consigo ayuda humanitaria y qué instancia es responsable de ayudar a los campesinos que no saquean la tierra? […] Informo que voy a dejar de esconderme para proteger mi pellejo, a cambio de que el gobierno federal, las organizaciones que se dicen ecologistas y gente que dice amar la naturaleza me ayude a desarticular la mafia del poder que está matando a mi gente de la montaña.
Debido a que sigue habiendo ataques en Ndoyonoyuji, el 24 de octubre solicita un acopio de víveres para enviar a las familias afectadas. También ese día se reunió con Diana Manzo, quien la entrevistaría para un reportaje titulado "Defensores comunitarios tenían la protección del Estado Mexicano y aún (sic) así los mataron".
El 29 de octubre, tenía una cita con el Mecanismo de Protección de Defensores de Derechos Humanos y Periodistas, pero no alcanzó a llegar. Se señala que fue vista por última vez el 27 de octubre, específicamente en el Metro Barranca del Muerto. Dos días antes, publicó en su cuenta de Facebook, que había intentado ingresar a la conferencia del presidente Andrés Manuel López Obrador, para exponer la problemática ambiental de su comunidad, pero no lo logró.
Ante su desaparición, la Red Nacional de Mujeres Defensoras de Derechos Humanos en México, señaló que Irma Galindo había sido víctima de intimidación, campañas de difamación, amenazas, persecución y hostigamiento por parte de funcionarios y servidores públicos desde 2018, debido a su actividad como defensora de los bosques. Asimismo, Univision, realizó un reportaje en el que desde la Cumbre del Clima en Glasgow, se colocaron carteles protestando por la desaparición de la activista. En noviembre de 2021, la  Oficina en México del Alto Comisionado de Naciones Unidas para los Derechos Humanos, hizo un pronunciamiento a las autoridades mexicanas para que esclarecieran la desaparición de Irma Galindo. El colectivo Mujeres que Luchan le exigieron a las autoridades que actuaran de manera pronta para ubicar a la defensora del bosque, e hicieron una ofrenda en la capital de Oaxaca a manera de homenaje.
Desde su desaparición, su fotografía y los datos que la identifican fueron compartidos y replicados en diversos medios de comunicación y en las redes sociales, denunciando y solicitando que fuera encontrada.
Debido a la desaparición, se activó una Alerta Rosa. Arturo Peimbert Calvo, de la Fiscalía General del Estado de Oaxaca, señaló que había varias líneas de investigación sobre la desaparición de Irma Galindo; sin embargo, las autoridades no quisieron indicar que se trataba de una desaparición forzada. El presidente municipal de Atatlahuca, Rogelio Bautista Barrios, señaló que la activista no estaría desaparecida, sino oculta, y que sólo quiere llamar la atención; sin embargo, se ha acusado a este funcionario de ser responsable del ataque a pobladores de Ndoyonuyuji y el incendio de sus viviendas.
En enero de 2022, el Comité contra la Desaparición Forzada de la ONU emitió una acción urgente para la localización de Irma Galindo Barrios, y otros cuatro indígenas de la región de San Esteban Atatlahuaca; Marco Quiroz Riaño, Donato Bautista Avendaño, Mayolo Quiroz Barrios y Miguel Bautista Avendaño, quienes desaparecieron el 23 de octubre de 2021.